# Jean-Claude Hesselbarth
Jean-Claude Hesselbarth est un peintre et dessinateur suisse. Né le 29 mars 1925 à Lausanne et mort le 13 mai 2015 à Montélimar, il s'était établi à Grignan en Drôme provençale.

## Vie et œuvre
Jean-Claude Hesselbarth est né le 29 mars 1925 à Lausanne, d’un père allemand naturalisé suisse en 1931, et de Julie Clerc, fille d’Eugène, dentiste à Lausanne. Il partage son premier pupitre d’écolier avec Philippe Jaccottet qui deviendra son meilleur ami d’enfance ; il le retrouvera des années plus tard à Grignan, dans la Drôme provençale, où le poète s'est établi.
En 1933 le jeune sculpteur Jean Clerc, son oncle, meurt subitement à l’âge de 25 ans d’une diphtérie. L’ombre de ce génie précoce marquera toute la vie du peintre. À cette époque, il est atteint lui-même d’une tuberculose et ses parents l’envoient dans un sanatorium, à Leysin. Cet exil d’un an le prive ainsi de sa famille et de ses premiers amis.
À l’âge de 11 ans, il entre au Collège classique de Lausanne, en section latin-grec. Au cours de ses études au Collège puis au Gymnase ses meilleurs amis seront l’écrivain Gaston Cherpillod, l’écrivain et traducteur Georges Arès (de son vrai nom Cornelius Heym) et l'homme de théâtre Marcel Imhoff, avec lequel il a entretenu une intense correspondance. Passionné de musique, il découvre le jazz et fréquente assidûment le Club de Jazz de Lausanne.
Après son baccalauréat, il entreprend des études de Lettres qu’il interrompt deux ans plus tard pour s'inscrire à l’École des Beaux-Arts. De 1947 à 1952 il y suit les cours de Casimir Reymond et de Marcel Poncet. De ses voyages en Grèce, en Italie et en France, il rapporte dessins et cartons peints figuratifs, auxquels très vite il préférera une recherche formelle abstraite qui l'orientera définitivement vers l’abstraction lyrique. 
Dès 1954, il est reconnu comme un des premiers peintres tachistes en Suisse. 
"Ses recherches picturales sur le mur, sur le grand format, sur un type d'art appliqué aux tentures et aux rideaux, le conduisent à introduire dans sa peinture des structures géométriques précises dans lesquelles s'inscrivent des masses colorées souvent très sombres. Dès lors sa peinture se dirige vers un tachisme gestuel très coloré, il restera fidèle à cette technique, avec comme évolution marquante, un glissement net des couleurs sourdes vers des couleurs plus sonores, un éclaircissement progressif et inéluctable de la palette. Il pratique en parallèle le dessin à l'encre de Chine à la petite plume d'acier et au bambou taillé sur du papier aquarelle."
En 1955 a lieu sa première exposition personnelle à la Galerie l’Entr’acte, à Lausanne. La même année, il fonde avec André Gigon, sculpteur et céramiste, Charles Oscar Chollet, peintre, créateur de mobiles, et Arthur Jobin, peintre, rejoints plus tard par Denise Voïta, peintre, et Antoine Poncet, sculpteur, le Collège Vaudois des Artistes concrets, un groupe qui milite pour l’intégration de l’œuvre d’art dans la ville et pour la participation des artistes aux projets de construction et de restauration des bâtiments.
En 1956, il est lauréat de la Bourse Alice Bailly. En 1957, il participe à la 1re exposition  « Peintres abstraits en Suisse » au Musée d’Art et d’histoire de Neuchâtel. Dès lors, membre actif de la section vaudoise de la SPSAS, il participera à de nombreuses expositions collectives et personnelles. 
Pendant 12 ans, de 1962 à 1973, il est professeur assistant de dessin à la section d'architecture de l’École polytechnique fédérale de Lausanne. Parallèlement à son travail et à ses cours, il réalise un certain nombre d’œuvres à caractère monumental : peintures murales, vitraux, céramiques, mosaïques de verre, tôles émaillée, tapisseries, animations en bois polychrome. Il collabore étroitement avec des architectes pour la mise en couleurs de bâtiments publics et privés.
En 1970, il épouse Liliane Annen, réalisatrice à la Télévision Suisse Romande, dont il partage la vie depuis 13 ans. Ils vivent entre Lausanne, où il pratique le dessin et travaille ses projets d’œuvres monumentales, et la Drôme provençale, où il se consacre à la peinture, dans son atelier en plein air. 
Il participe à l'exposition Beginn des Tachismus in der Schweiz au Kunsthaus de Zurich en 1978 et expose très régulièrement ses travaux, en particulier à la Galerie Plexus à Chexbres, entre 1980 et 2012. En 1998 une rétrospective lui est consacrée au Musée Jenisch à Vevey. En 2004 une exposition au Musée de Pully réunit son œuvre et celle de son oncle, le sculpteur Jean Clerc, tandis qu'en 2012, le Musée Cantonal des beaux-arts de Sion consacre une salle aux cinq  grandes peintures acquises en donation.
De 1956 à 2010, Jean-Claude Hesselbarth a habité la rue de Bourg, à Lausanne, la rue où il est né, et occupé divers ateliers dont celui du Rôtillon, démoli en 2004. En 2010, il quitte son appartement lausannois pour s’installer définitivement à Grignan. Sa santé déclinant, il renonce à la peinture mais continue à dessiner régulièrement et à exposer ses travaux. Liliane Annen Hesselbarth lui survit à Grignan jusqu'en mai 2020. 
En 2016, elle avait déposé les archives du peintre à la Bibliothèque Cantonale et Universitaire de Lausanne https://www.patrinum.ch/record/219237?ln=fr. Le fonds ainsi créé est l'objet d'une exposition, sur le site du Palais de Rumine, du 3 décembre 2020 au 25 avril 2021.

## Principales expositions

### Expositions personnelles
- 1955 : Galerie L'Entr'acte, Lausanne
- 1972 : Galerie Impact, Lausanne
- 1975 : Galerie Claudine Planque, Lausanne
- 1976 : Galerie Vercamer, Paris
- 1980 : Galerie Plexus, Chexbres
- 1992 : Galerie West, Berne
- 1998 : Maison des Arts Plexus, Chexbres
- 1998 : Musée Jenisch, Vevey
- 2004 : Maison des Arts Plexus, Chexbres
- 2004 : Musée de Pully, Pully
- 2006 : Galerie Terres d’Écritures, Grignan
- 2006 : Maison des Arts Plexus, Chexbres
- 2012 : Maison des Arts Plexus, Chexbres
- 2011 : Galerie Terres d'Écritures à Grignan[5]
- 2014 : Fondation Pierre Gianadda, Martigny
- 2015 : Espace d'Art François-Auguste Ducros, Grignan
- 2020-2021 : Archives d'un peintre Bibliothèque Cantonale et Universitaire de Lausanne https://www.bcu-lausanne.ch/manifestation/archives-dun-peintre-jean-claude-hesselbarth-2/
- 2025: "A nous maintenant d'ouvrir grands les yeux", Fondation Ateliers d'Artiste, Saint-Maurice, https://ateliersdartiste.org/exposition/a-nous-maintenant-douvrir-grands-les-yeux/

### Expositions collectives
- 1956 : Collège vaudois des artistes concrets, Galerie des Beaux-Arts, Bienne
- 1957 : Peintres abstraits en Suisse, Musée d'Art et d'Histoire, Neuchâtel
- 1960 : 42 Junge Schweizer Plastic, Malerei, Zeichnung, Städtisches Museum, Leverkusen, Allemagne
- 1970 : Groupe Impact, Galerie Impact, Lausanne
- 1972 : Peintres et sculpteurs romands, Kunstmuseum, Thoune
- 1978 : Beginn des Tachismus in der Schweiz, Kunsthaus, Zurich
- 1983 : Sept artistes suisses contemporains, Palais des Congrès, Bruxelles
- 1997 : Saxifrage, désespoir-du-peintre, la tendance expressive dans la peinture suisse contemporaine, Musée d'art et d'histoire de Fribourg
- 2009 : Explosions lyriques. La peinture abstraite en Suisse (1950-1965), Musée Cantonal des Beaux-Arts à Sion

### Collections
Son œuvre est présente dans plusieurs collections publiques, entre autres 
- la Commission fédérale des Beaux-Arts à Berne,
- le Musée cantonal des beaux-arts de Lausanne,
- la Fondation Ateliers d'artiste[6]
- la Banque Cantonale Vaudoise,
- le Fonds des arts plastiques de la Ville de Lausanne,
- le Musée Jenisch à Vevey,
- le Musée de Pully,
- Le Musée Cantonal des Beaux-Arts à Sion,
- Les Gymnases du Bugnon, de Chamblandes et de la Cité à Lausanne[7]

## Distinctions
- 1956 Bourse Alice Bailly
- 1980 Prix Pierre Monay
- 1985 Prix du Crédit Suisse
- 1996 Prix de la Fondation de la Banque Cantonale Vaudoise

## Filmographie
- La terre contre les murs, 26' réalisé par Liliane Annen entre 1967 et 1969 sur la pose d'une céramique monumentale de Jean-Claude Hesselbarth pour le Stade Olympique de Lausanne. Visionner le film : https://www.youtube.com/watch?v=IphvRSGmkRI&feature=youtu.be
- À vous... série de portraits réalisés par Michel Soutter en 1976 pour la Télévision Suisse Romande, dont un de 7' consacré à Jean-Claude Hesselbarth
- La tête buissonnante, 44' réalisé entre 1986 et 1988 par Gilles Pache, en collaboration avec Nicolas Raboud. http://www.youtu.be/Rjbji5Dmc9Y Visionner le film
- Jean-Claude Hesselbarth, peintre, collection Plans-Fixes, interlocuteur Eric Burnand, réalisation Willy Rohrbach, 2003. http://www.plansfixes.ch/films/1206

## Liens
- Association Jean-Claude Hesselbarth
- « Hesselbarth, Jean-Claude, Isa », sur SIKART Dictionnaire sur l'art en Suisse.